# Hruševje
Hruševje je naselje v Občini Postojna.